# Juba (Estonia)
Juba – wieś w Estonii, w prowincji Võru, w gminie Võru.